# 陸閘

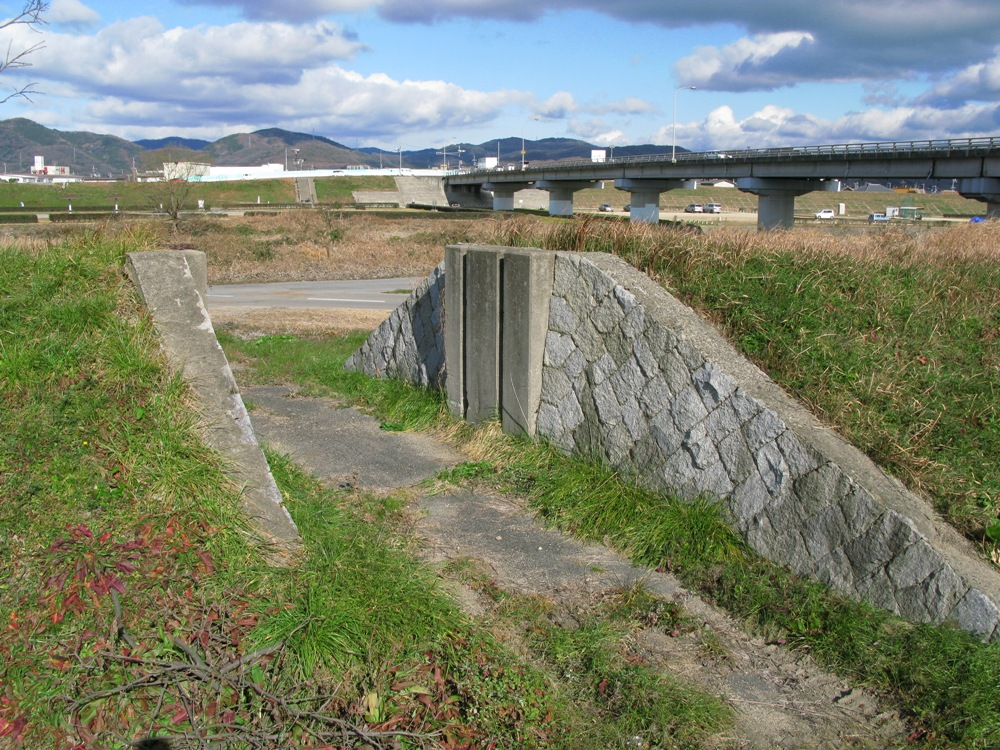
江戸時代に作られた放水路百間川の陸閘。2本の溝にそれぞれ板を落とし込み、その間に土嚢を詰める「角落とし」のタイプ。堤防改修時に撤去されず、旧堤防ごと河川敷内に保存されているもの（岡山市中区米田）

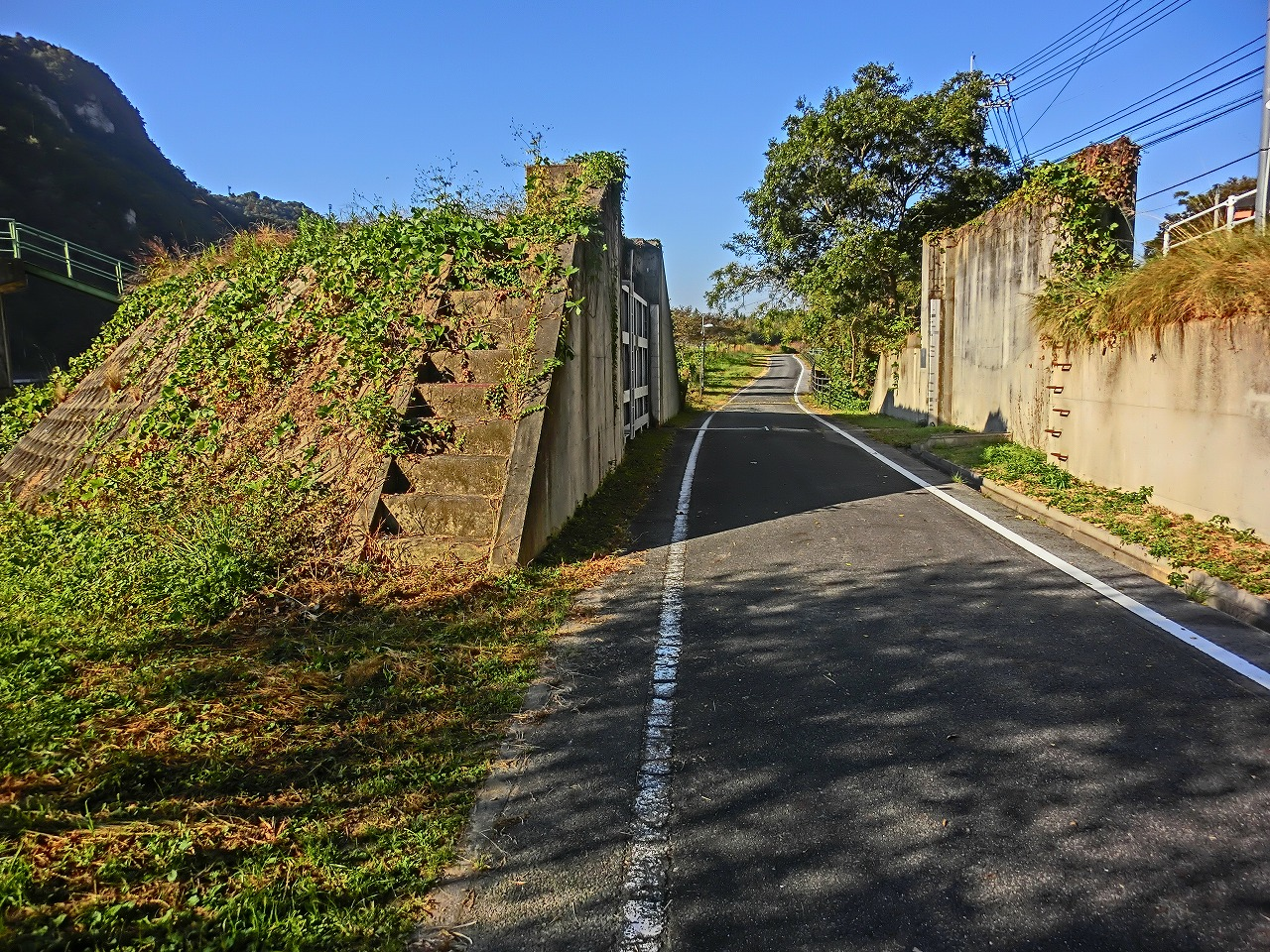
吉井川の陸閘門。岡山県道703号備前柵原自転車道線旧同和鉱業片上鉄道線に設置。2015年撮影

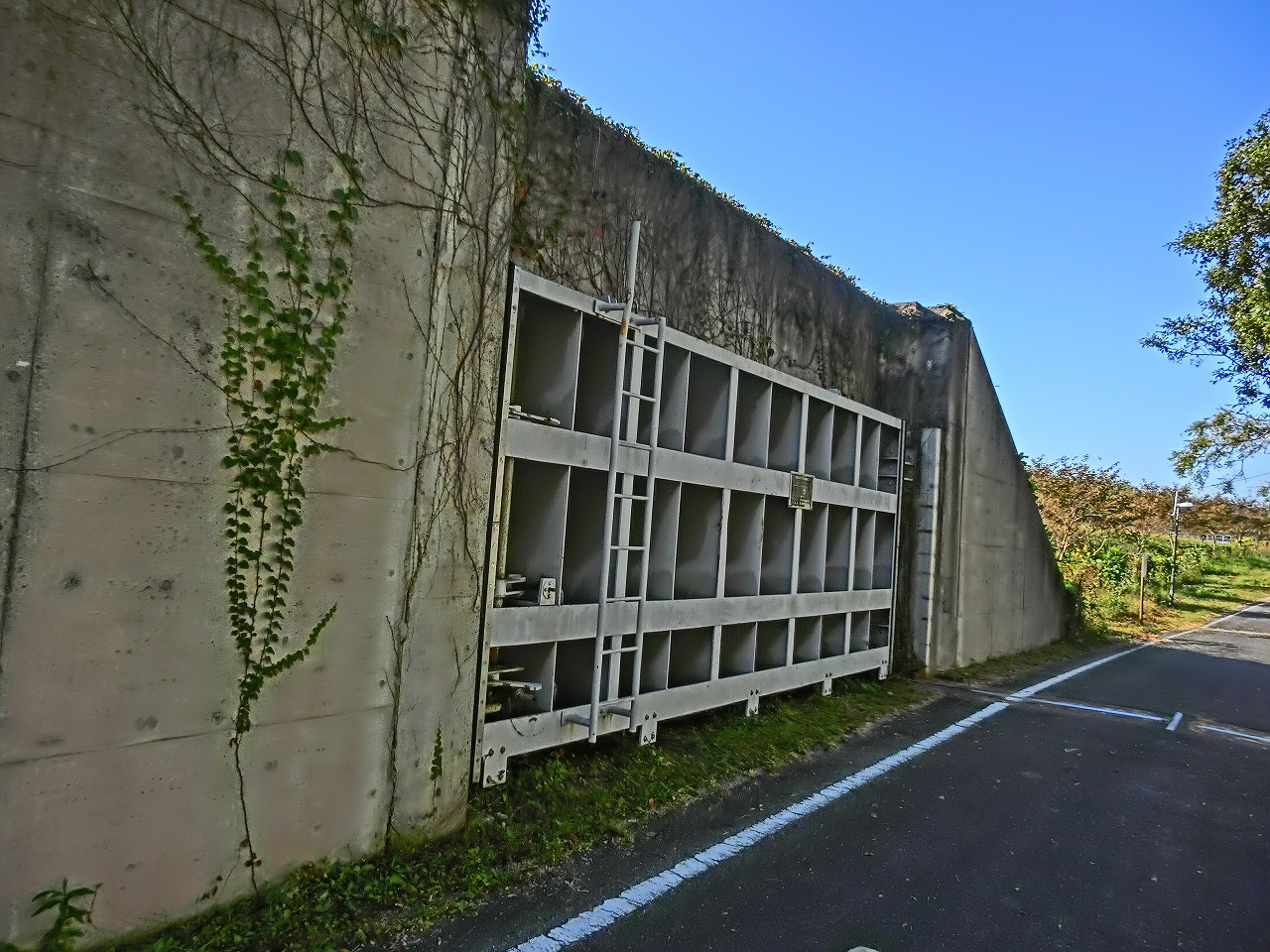
可動式鋼製ゲート

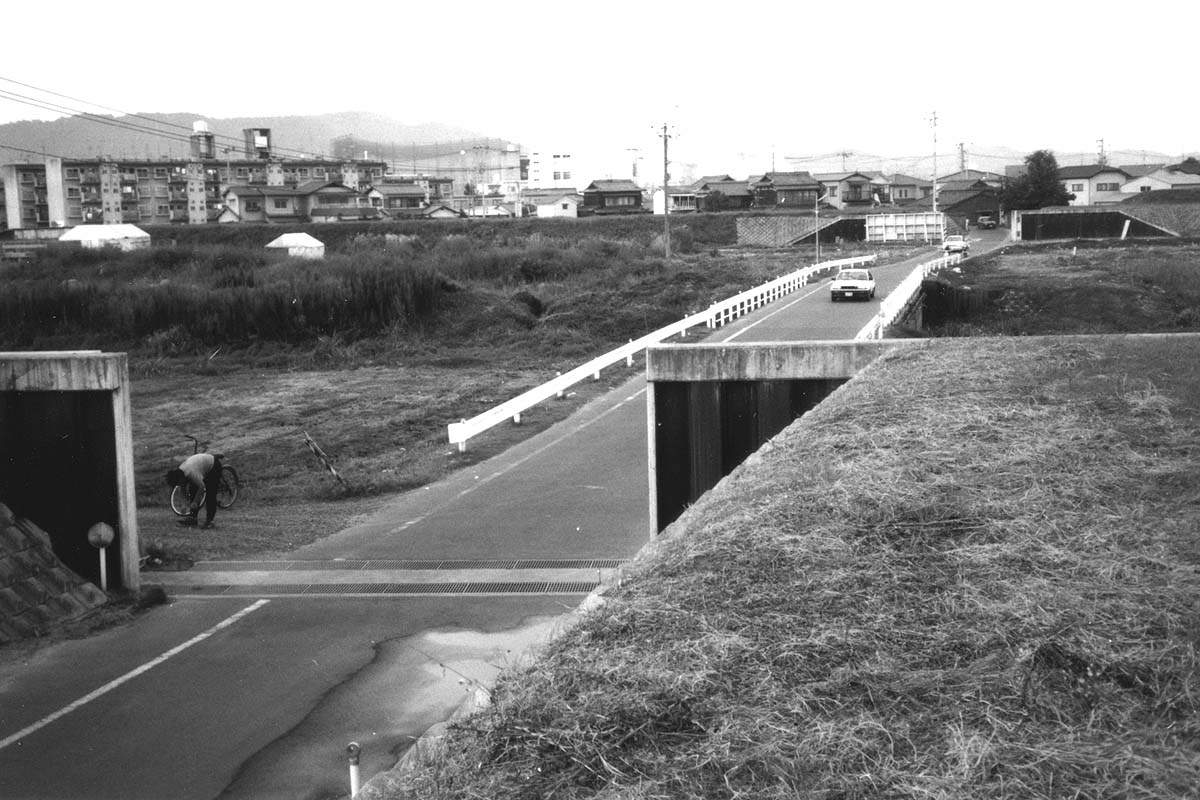
鉄製横引きゲート式の陸閘。百間川にあった旧山陽道のもの。橋がかけられ現存しない（1989年、現・岡山市中区原尾島）

陸閘（りっこう、りくこう）とは、河川等の堤防を通常時は生活のため通行出来るよう途切れさせてあり、増水時にはそれをゲート等により塞いで暫定的に堤防の役割を果たす目的で設置された施設。

## 概要
扉を人力や動力で閉じる方式や木板等をはめ込む方式など様々な方式や規模のものがある。天井川のある地域や海抜ゼロメートル地帯、港湾部に多数存在する。津波や高潮を防ぐ海岸線の堤防・防潮堤にあるゲート（防潮扉）についても陸閘と呼ばれる。
陸閘のうち両側の柱に縦溝を刻み、その溝に角材や木板を積み重ねてはめ込んで堰としたものを、特に角落し（角落とし：かくおとし）という。

### 津波・高潮対策としての陸閘
太平洋沿岸の漁港などでは、防潮堤の開口部からの津波や高潮の進入を防ぐ防潮扉として陸閘を用いている。津波や高潮襲来時には迅速な閉鎖が求められることから、所管する国土交通省および農林水産省では、緊急時の陸閘操作体制強化と、水門・陸閘の自動化・遠隔操作化を推進してきた。
宮城県では2004年にとりまとめた「大規模地震時における津波防災対策」において、当時県が管理していた陸閘585基のうち「角落とし」タイプ260基について、82基を鉄製横引きゲート化、55基を完全閉鎖（廃止）し、残る233基について常時閉鎖するなどの対策を取り、閉鎖作業を担当する沿岸の消防団では、分刻みの作業マニュアルを整備するなどの対応を取っていた。
しかし2011年に発生した東日本大震災では、陸閘そのものの倒壊流失以外に、停電などで遠隔操作ができず閉鎖できなかったり、閉鎖作業にあたった消防団員が作業に手間取り、津波に巻き込まれ殉職するケースが相次いだことから、津波対策を取る各自治体では、水門や陸閘の常時閉鎖および津波到達までの時間が少ない場合には消防団員らに閉鎖させない、などの対応を決めている。

## 全国の主な陸閘
- 長良橋陸閘（ながらばしりっこう） - 岐阜県岐阜市：長良橋両岸にある大規模な物。この付近にはこのほか大小約100箇所の陸閘（角落しを含む）がある。
- 大麻生陸閘（おおあそうりくこう） - 埼玉県熊谷市：荒川に現存する唯一の陸閘。
- 阪神陸閘（はんしんりくこう） - 大阪府大阪市：淀川に現存する鉄道で唯一の陸閘。阪神なんば線が通っている。現在同線の嵩上げ工事で完成後には除去される。
- 浜原陸閘門（はまはらりっこうもん）- 島根県邑智郡美郷町：江の川にある鉄道の陸閘。2018年までJR三江線が通っていた。三江線にはこの他に7つの陸閘が存在した。